# Paul de Gerlache
À ne pas confondre avec Paul Gerlach, homme politique social-démocrate allemand (1888-1944).
Paul de Gerlache est un avocat, patron de presse et homme politique belge, né à Diekirch le 16 avril 1838 et mort à Arlon le 14 septembre 1891.

## Biographie
Paul de Gerlache est le fils du baron Francis de Gerlache, et de Guillemine van der Straten Waillet. Petit-neveu de Jean-Baptiste-Anne de Gerlache de Biourge, d'Étienne de Gerlache et de Louis van der Straten Ponthoz), il épouse la sœur d'Émile de Lalieux de La Rocq.
Après avoir suivi sa scolarité au collège Saint-Michel à Bruxelles, il étudie le droit à l'université de Liège et s'inscrit comme avocat au barreau.
D'un milieu catholique conservateur, rural et noble, il crée, avec l'objectif de défendre l'encyclique Quanta cura et avec le concours de Joseph de Hemptinne, la revue ultramontaine Le Catholique (1865), journal religieux et politique international, dont il devient le directeur-rédacteur en chef. S'orientant avec le journal sur les sujets des grandes questions de principe, Gerlache traite de la réforme de l'armée, du Parti catholique, des chemins de fer et des questions de la Grande Principauté.
Secrétaire du Denier de Saint-Pierre et des Œuvres papales, il contribue à différentes revues ultramontains et devient un membre actif des "Croisés de Saint-Pierre" (Archiconfrérie de Saint-Pierre) puis de la "Confrérie de Saint-Michel".
Il est commissaire de l'arrondissement de Nivelles de 1871 à 1878, puis gouverneur de la province du Luxembourg de 1884 à sa mort, survenue le 14 septembre 1891.
Il intervient comme conférencier au Congrès scientifique international des catholiques qui se tient à Paris du 8 au 13 avril 1888.

## Publications
- Projet de loi sur l'enseignement primaire (1884)

## Sources
- « Paul de Gerlache, gouverneur de la province de Luxembourg », Revue missionnaire des jésuites belges,‎ 1891
- Jean-Luc Soete, Structures et organisations de base du parti catholique en Belgique (1863-1884), 1996